# البياض الاسفل (جحانة)

تعديل مصدري - تعديل

البياض الاسفل هي إحدى قرى عزلة مسور بمديرية جحانة التابعة لمحافظة صنعاء، بلغ تعداد سكانها 689 نسمة حسب تعداد اليمن لعام 2004.